# Harnais
Pour les articles homonymes, voir harnais (homonymie).
Ne doit pas être confondu avec Harnais (attelage).

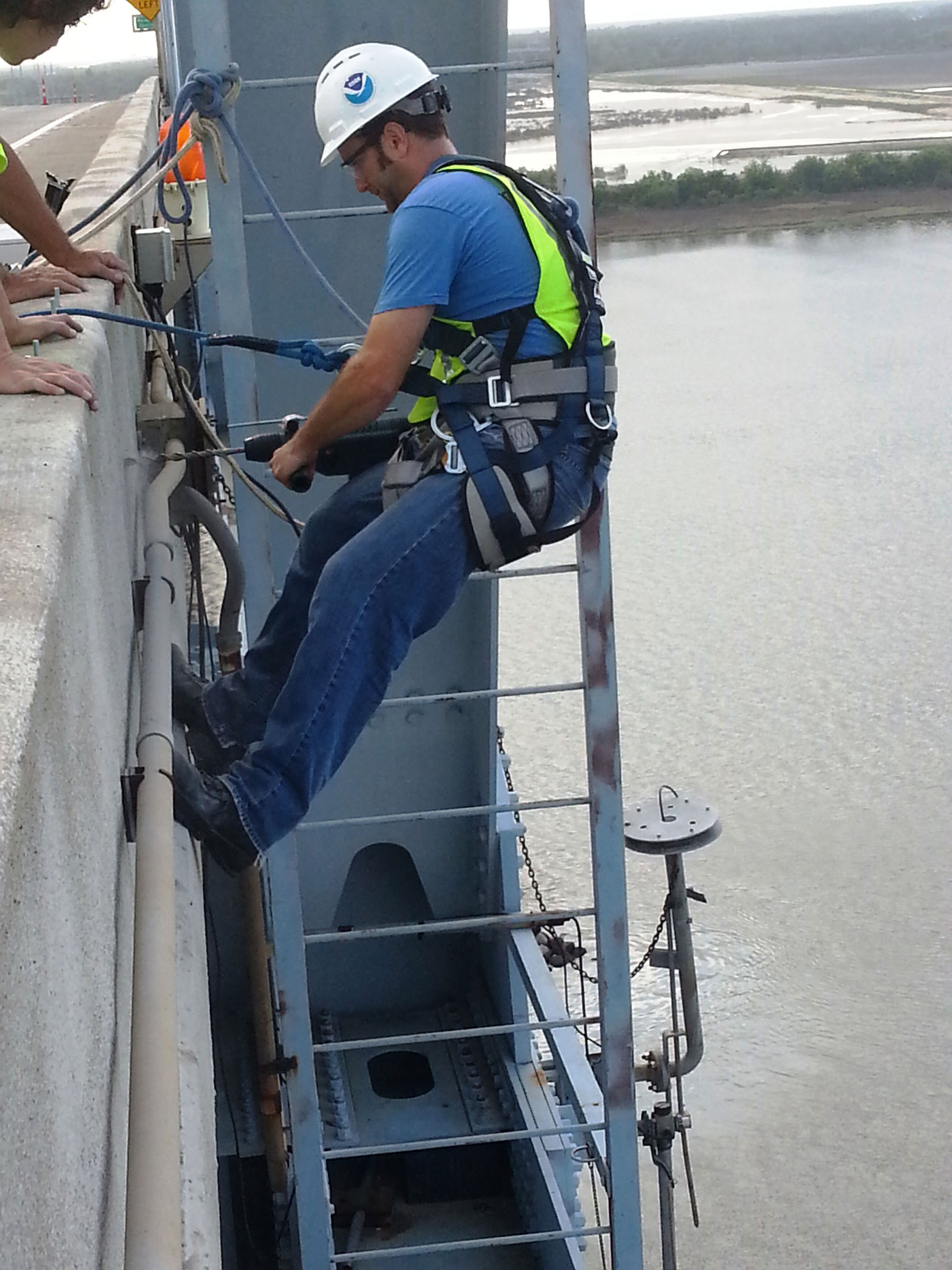
Ouvrier travaillant sur un pont suspendu à un harnais de sécurité.

Le harnais est un équipement permettant à une personne de s'attacher ou de se suspendre à une corde. Certains types adaptés permettent d'atteler des animaux, comme des chiens ou des chevaux.

## Description
Il se compose de sangles cousues qui viennent enserrer le bassin et le torse de la personne. Lorsque les sangles n'enserrent que le bassin, on parle de baudrier.
Il s'agit en général d'un équipement de protection individuelle (EPI), qui permet d'être suspendu dans les airs et de prévenir la chute : la personne est ainsi reliée à une corde ou ligne de vie.

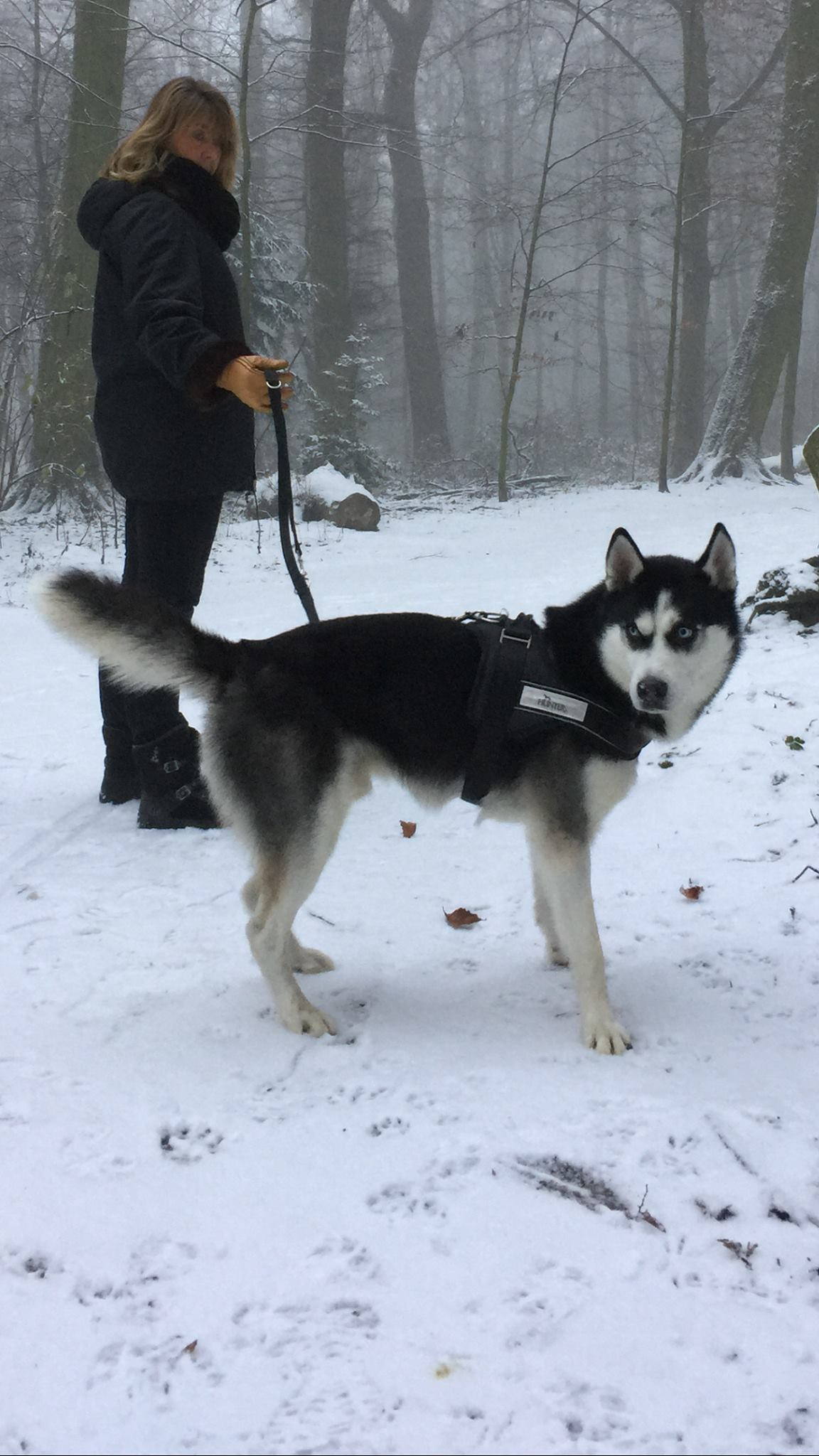
Chien husky équipé d'un harnais.

Le harnais d'attelage désigne le système de sangles permettant de relier un animal (cheval, bœuf, âne, chien, etc.) à une voiture (carriole), à un traîneau, à une charrue ou encore de le diriger pour un cheval monté. Pour un cheval, le mot harnachement est aussi employé.
Le terme « harnacher » signifie « équiper d'un harnais » ; il n'est utilisé au sens propre que pour les chevaux mais est parfois utilisé de manière moqueuse pour les personnes, pour signifier que la personne est suréquipée par rapport à ses besoins.

## Sports
Un harnais est utilisé en équitation.
Le mot « harnais » est aussi utilisé pour d'autres sports. Depuis la  directive européenne 656 de 1989 concernant les EPI, dans laquelle le terme « harness » a été par mégarde traduit en « harnais » dans la version française (le baudrier se dit « climbing harness » en anglais), on trouve fréquemment le terme « harnais » pour désigner le baudrier, utilisé bien plus souvent que le harnais dans les sports de montagne ou en planche à voile. Le harnais, qui peut être constitué avec un complément enserrant le torse à partir d'un baudrier, n'est en général utilisé que dans des cas particuliers où le baudrier pourrait se révéler insuffisant.
Le harnais complet peut être utilisé pour équiper les enfants en escalade, leur évitant ainsi la possibilité de glisser en cas de retournement, ou de chute. Il est aussi utilisé parfois par les professionnels des travaux en hauteur, pour permettre un soutien du torse et pour faciliter le port d'outils pesants à la ceinture.
Le harnais chez le chien est un équipement de balade qui est de forme Y, totalement ergonomique pour l'animal et le respect de sa santé, en particulier pour ses épaules et sa trachée. Vous trouverez des marques comme Wanimalz qui sont spécialisées dans cette typologie de produits pour chiens.

## Travaux en hauteur

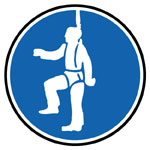
Port obligatoire d'ÉPI anti-chute.

Les législations de nombreux pays imposent l'utilisation d'un harnais et d'une ligne de vie (assimilable à un équipement de protection collective ou EPC) pour les travaux en hauteur sans garde-corps.

## Pathologies induites en cas de suspension inerte
Être suspendu dans un harnais pour un humain ou pour la plupart des mammifères n'est pas une situation naturelle ; après une chute la suspension est un puissant facteur de stress.
En 1978 en France le Dr Amphoux (physiologiste et ergonomiste à la médecine du travail) relate un des essais de suspension — avec des harnais utilisés dans l'industrie du bâtiment — conduits dans le cadre de recherches sur la prévention des chutes lors des travaux dans le secteur du bâtiments et travaux publics (BTP). Ces essais ont provoqué des perturbations physiologiques telles que les tests ont dû être stoppés,.
Parmi les spéléologues, il a ensuite été constaté des morts subites et inexpliquées pour des personnes équipées de harnais ou baudriers et suspendues. Ces morts pourraient être dues au stress, à des facteurs externes (froid) ou au port du harnais lui-même ; pour en savoir plus en 1979, la commission médicale de la Fédération française de spéléologie a repris les travaux statistiques du Spéléo secours français (SSF), notant 15 cas de spéléologues morts sur corde sans explication claire du décès classés, au moins temporairement, faute d'explications dans une rubrique « décès sur corde par épuisement/hypothermie » ; en 1983, la commission réétudie ces statistiques et conclut que, possiblement, la totalité des quinze cas de décès sur corde « pourraient relever d'un mécanisme autre que l'épuisement ou l'hypothermie ». L'année suivante (1984), après avoir étudié la bibliographie sur le sujet et après avoir établi un protocole expérimental la commission teste (en salle) trois harnais différents : deux spéléologues sont suspendus avec interdiction de tout mouvement ; ils perdent connaissance respectivement après 30 et 7 minutes et reviennent à eux après une courte réanimation ; la suite prévue de l'expérience est annulée. Une recherche du côté des pratiquants de l'escalade met en évidence des problèmes similaires,,. En 1986, les tests reprennent dans les locaux du laboratoire de physiologie du sport du centre hospitalier universitaire de Besançon, avec le Comité régional olympique et sportif de Franche-Comté et du centre de ressources, d'expertise et de performance sportives (CREPS) de Chalain sous la surveillance de spécialistes, avec un matériel de biosurveillance (électroencéphalographie, électrocardiographie, prélèvements sanguins, surveillance des paramètres cliniques), les tests étant filmés en continu par deux caméras, en présence d'un médecin réanimateur doté d'un équipement de réanimation : « les trois sujets testés présentent des malaises graves dont une perte de connaissance complète prolongée ! ». Les images serviront à illustrer une vidéo de sensibilisation du monde de la spéléologie.
En 1991, les actes d'un symposium de l'International Society for Fall Protection (Toronto) servent de base à une synthèse (406 pages) basée sur plus de 700 titres et communications scientifiques et médicales, portant essentiellement sur les effets verticaux et pendulaires de la chute (accélération) et de la décélération brutale dans le harnais (y compris de parachutiste, éventuellement après éjection par siège éjectable). La situation plus rare de suspension inerte vécue par les spéléologues ou quelques métiers spécifiques reste mal comprise (et peu étudiée), malgré divers essais de  types variés de harnais et de points d'ancrages qui tous ont abouti aux mêmes signes préoccupants, montrant que la suspension inerte ne doit pas durer, quel que soit le type de harnais. Chez une personne inerte, un malaise grave pouvant conduire à une mort rapide survient dans un délai compris entre 3,5 à 32 min, six minutes parfois chez des sujets en bonne santé habitués au port du baudrier).
Les sensations observées chez les personnes ayant participé aux tests sont :
- « sensation de malaise général, sueurs » ;
- « nausées » ;
- « vertiges » ;
- « bouffées de chaleur » ;
- « sensation d'oppression thoracique » ;
- « le rythme cardiaque enregistré monte régulièrement (130/140) et l'on peut observer des troubles rythmiques variables » ;
- « augmentation très importante de la tension artérielle » ;

puis vient la perte de connaissance.
Trois facteurs aggravants sont identifiés : 
1. Le manque de compétence technique de la personne (qui prolonge le temps passé en suspension) ;
2. Le fait de remonter après une phase d'exploration fatigante  (rôle d'un pré-épuisement) ;
3. Le contexte difficile (ex. : puits arrosés en spéléologie) qui exacerbe la fatigue ou crée une panique.

En situation normale, les mouvements volontaires de la personne dans son harnais suffisent presque toujours à éviter ce risque mais la suspension d'une personne ne pouvant pas bouger (Cf. perte de connaissance, paralysie, blessé grave, troubles cardiovasculaires) doit être aussi limitée dans le temps que possible et « il ne faut pas utiliser une simple ceinture de hanche ou de poitrine. Le décès est quasi assuré ! ».

## Autres
Dans l'industrie, le harnais de tour est un train d'engrenages qui, accouplé à la poulie étagée, permet de diminuer la vitesse de rotation de la broche d'un tour.
En électricité ou en électronique, un harnais est un faisceau de câbles électriques qui s'intercale en général dans le câblage d'origine du système (mécanisme,  système électrique ou électronique).